# Estádio Municipal Joaquim Faustino Rosa
Estádio Municipal Joaquim Faustino Rosa – stadion piłkarski, w Camapuã, Mato Grosso do Sul, Brazylia, na którym swoje mecze rozgrywa klub Camapuã Futebol Clube.